# İsmail Küçükkaya
İsmail Küçükkaya (pronuncia: [ˈismail kʏt͡ʃʏkkaja]; Kütahya, 20 gennaio 1970) è un giornalista e scrittore turco.

## Biografia
İsmail Küçükkaya è nato nel 1970 a Kütahya.
Küçükkaya ha iniziato la sua vita professionale come giornalista in Hürriyet nel 1993.
Küçükkaya si è laureato in giornalismo presso Università di Gazi nel 1993. Ha scritto due libri e ha condotto i programmi Çalar Saat su FOX a partire dall'agosto del 2013.
Ha diretto i giornali Akşam  e Star.